# アピゲニン 4'-O-メチルトランスフェラーゼ
アピゲニン 4'-O-メチルトランスフェラーゼ(Apigenin 4'-O-methyltransferase、EC 2.1.1.75)は、以下の化学反応を触媒する酵素である。
S-アデノシル-L-メチオニン +5,7,4'-トリヒドロキシフラボン{\displaystyle \rightleftharpoons }S-アデノシル-L-ホモシステイン + 4'-メトキシ-5,7-ジヒドロキシフラボン
従って、この酵素の2つの基質はS-アデノシル-L-メチオニンと 5,7,4'-トリヒドロキシフラボン、2つの生成物はS-アデノシル-L-ホモシステインと4'-メトキシ-5,7-ジヒドロキシフラボンである。
この酵素は、転移酵素、特に1炭素基を転移させるメチルトランスフェラーゼのファミリーに属する。系統名は、S-アデノシル-L-メチオニン:5,7,4'-トリヒドロキシフラボン 4'-O-メチルトランスフェラーゼである。その他よく用いられる名前に、flavonoid O-methyltransferase、flavonoid methyltransferase等がある。この酵素は、フラボノイドの生合成に関与している。